# 阿久沢家住宅
阿久沢家住宅（あくざわけじゅうたく）は、群馬県前橋市柏倉町にある古民家。1970年（昭和45年）6月17日、国の重要文化財に指定。

## 概要
阿久沢家は安部宗任の後裔と伝え、当家の保存する文書には、永禄9年（1566年）11月15日に北条高広が三夜沢赤城神社神主奈良原紀伊守に宛てて「阿久澤源三郎」らに永代寄進させる内容の書状が存在する。当家周辺に多い阿久沢家の本家筋にあたり、江戸時代初期頃から名主を務めた。
建築年代を示す史料は見つかっていないが、赤城山南麓地域にみられる赤城型民家よりも古い形式で、建築手法から17世紀末の建造と推定できる。

## 構造

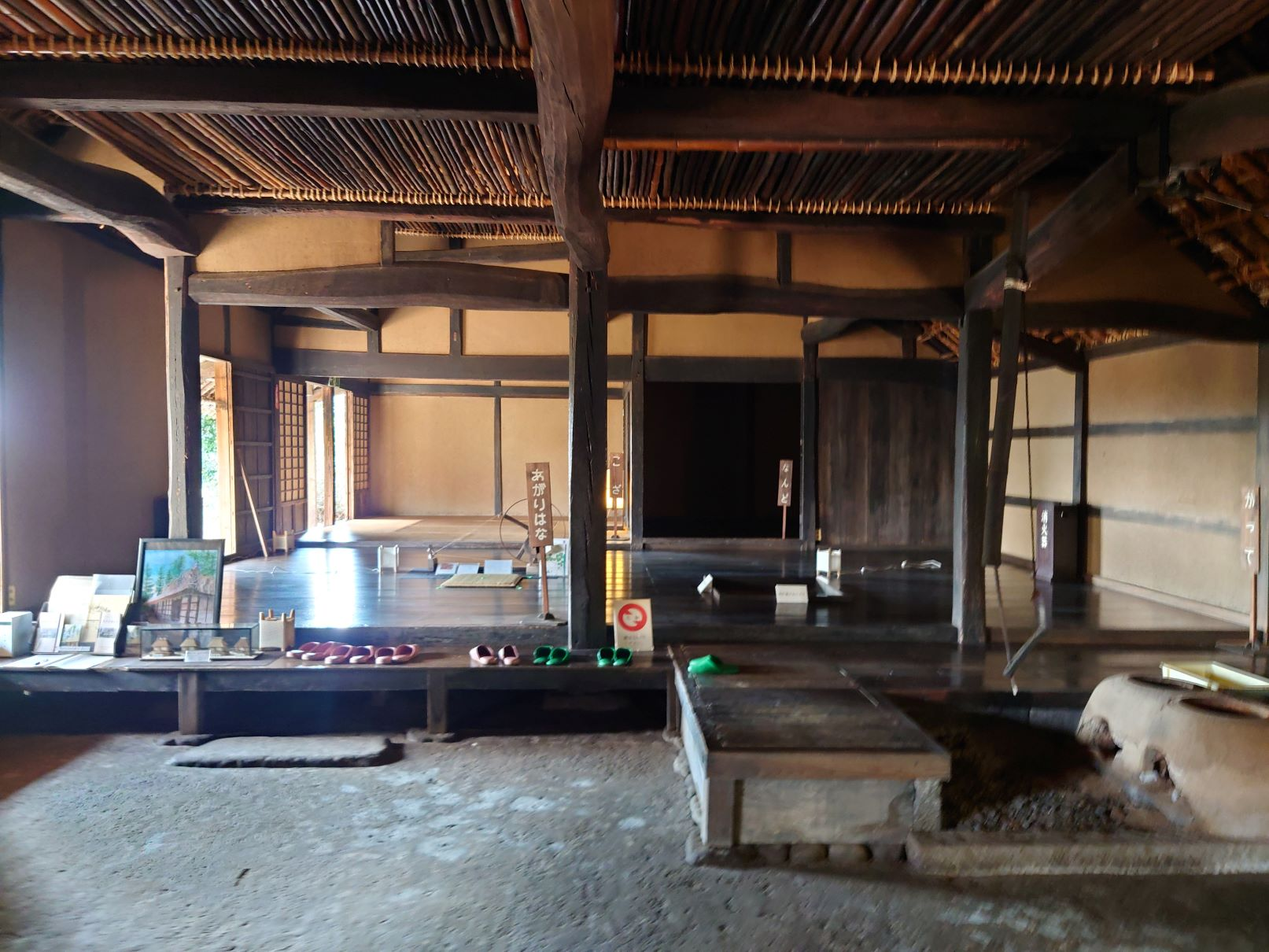
阿久沢家住宅内部

### 形式・規模
- 形式　平屋建、寄棟造、茅葺
- 桁行　15.3メートル
- 梁間　8.2メートル
- 正面（南面）土庇付

### 間取り
東半分を土間、西半分を床上とする。床上の東側を「ザシキ」、西側南を「コザ」、西側北を「ヘヤ」（ナンド、オク、オサンベヤ）とする「三間取広間型」を呈する。東・北・西面には一切開口部がなく、南面も戸袋を用いないため、開口部は狭く閉鎖的で、内部は非常に暗かった。
土間部分が床上部分に比べてかなり広い点、入口近くに「袖すり柱」を有する点、開口部が少ない点、柱が全て手斧仕上げである点等に古い特徴が見られる。
棟は、屋根上部を土葺としてノシバ・イチハツ（アヤメ類）・イワヒバ等の植物を植える「クレグシ」となっている。